# Kållered
Kållered is een plaats in de gemeente Mölndal in het landschap Västergötland en de provincie Västra Götalands län in Zweden. De plaats heeft 6784 inwoners (2005) en een oppervlakte van 459 hectare.